# Ngài Tadeusz
Ngài Tadeusz (tên đầy đủ: Ngài Thaddeus, hay tên khác là, Cuộc xâm lăng cuối cùng ở Litva: Chuyện của một nhà quý tộc trong những năm 1811–1812; trong bộ Mười hai tập thơ ) là một trường ca viết bởi nhà thơ, nhà văn, dịch giả và triết gia người Ba Lan, Adam Mickiewicz. Cuốn sách được viết bằng thể thơ Alexandrine của Ba Lan , và được xuất bản lần đầu tiên, vào ngày 28 tháng 6 năm 1834 tại Paris. Ngài Tadeusz được xem là bản trường ca vĩ đại cuối cùng của nền văn học châu Âu.
Ngài Tadeusz là bản anh hùng ca dân tộc của Ba Lan, nằm trong chương trình học bắt buộc của Ba Lan và đã được dịch ra 33 thứ tiếng. Ngài Tadeusz đã được chuyển thể thành phim, do đạo diễn Andrzej Wajda phát hành vào năm 1999. Năm 2014, trường ca Ngài Tadeusz được UNESCO công nhận là Di sản tư liệu thế giới của Ba Lan.

## Nội dung

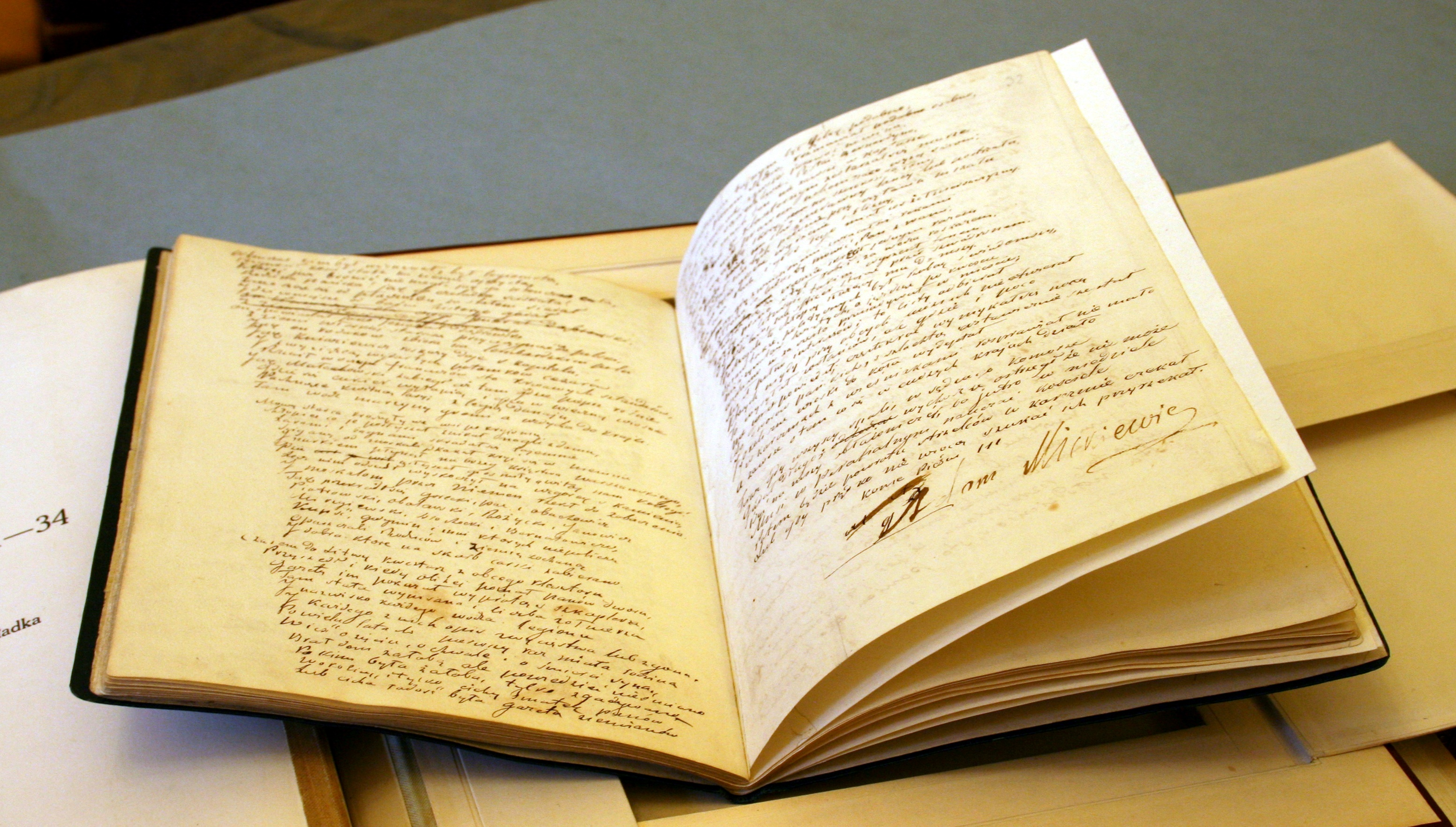
Bản thảo của Ngài Tadeusz được lưu giữ tại bảo tàng Ossolineum ở Wrocław. Đây là bản có chữ ký của Adam Mickiewicz.

Câu chuyện diễn ra trong vòng năm này vào năm 1811, và hai ngày vào năm 1812, đây là thời điểm mà Liên bang Ba Lan – Litva bị chia cắt giữa quân đội của Nga, Phổ và Áo (Xem phần Sự biến mất của Ba Lan), và bị xóa khỏi bản đồ chính trị của Châu Âu. Mặc dù, vào năm 1807, Napoléon đã thiết lập Công quốc Warszawa trong phân vùng lãnh thổ của Phổ, quốc gia vệ tinh này chỉ tồn tại cho đến khi Đại hội Viên được mở ra sau thất bại của Napoléon.
Bối cảnh của câu chuyện nằm trong khu vực phân vùng Nga, trong làng Soplicowo, đây là vùng đất của gia tộc Soplica. Ngài Tadeusz nói về câu chuyện tình yêu của Tadeusz Soplica (nhân vật chính) và Zosia, giữa hai gia đình quý tộc đầy thù hận. Đồng thời, trường ca còn đề cập đến cuộc khởi nghĩa tự phát của cư dân địa phương chống lại các đơn vị đồn trú của Nga chiếm đóng. Mickiewicz, lúc bấy giờ đang là một ngoại kiều tại Paris, cho nên ông có thể viết công khai về sự chiếm đóng của Nga mà không bị kiểm duyệt.
Trường ca Ba Lan bắt đầu bằng câu "Ôi Litva "; điều này bắt nguồn từ thực tế là khái niệm quốc tịch vào thế kỷ 19 vẫn chưa được địa chính trị hóa. "Litva" được Mickiewicz nhắc đến ở đây, là chỉ một khu vực địa lý của Đại công quốc Lietuva trong Khối thịnh vượng chung Ba Lan - Litva.
Compendium ferculorum, albo Zebranie potraw, sách dạy nấu ăn cổ nhất bằng tiếng Ba Lan, chính là nguồn cảm hứng cho những miêu tả của Mickiewicz về "bữa tiệc cuối cùng của người Ba Lan", trong trường ca Ngài Tadeusz. Trong lời tường thuật của mình về bữa tiệc hư cấu trong Tập thơ só 12, Mickiewicz đã nhắc đến một số món ăn có trong sách Compendium ferculorum, chẳng hạn như món "súp hoàng gia", cùng hai bí quyết để làm ra món này, đó là: nước dùng làm từ ngọc trai, đồng xu và cá ba khía.

## Tình tiết
Một quý tộc trẻ người Ba Lan, tên là Tadeusz Soplica, trở về sau khi dành thời gian đi học ở Vilnius, để chuyến đến điền trang của gia đình ở Soplicowo. Tadeusz vốn là một đứa trẻ mồ côi, được người chú Judge Soplica nuôi dưỡng. Cha của Taduesz là Jacek Soplica. Sau khi trở về, Tadeusz được chào đón bởi một người bạn của gia đình, Seneschal (Wojski). Người này kể cho anh nghe về phiên xét xử giữa người chú Judge và Bá tước Horeszko, về quyền sở hữu một lâu đài từng thuộc về Pantler Horeszko, một người họ hàng của Bá tước Horeszko, người từng bị giết nhiều năm trước đó. Phiên tòa được tiến hành bởi Chamberlain (Podkomorzy), một người bạn của người chú Judge Soplica. Tadeusz cũng gặp Zosia, nàng là cháu gái của Pantler. Nàng sống trong nhà của người chú Judge, và người chăm sóc nàng là Telimena, em họ của chú Judge. Taduesz để ý đến Zosia, nhưng đồng thời cũng tán tỉnh Telimena.
Khi Bá tước Horeszko đến thăm lâu đài, ông được chào đón bởi một người hầu của Pantler tên là Gerwazy. Bá tước thổ lộ với Gerwazy, rằng ông chẳng mấy quan tâm đến cái lâu đài và cũng chẳng muốn tham gia phiên tòa. Gerwazy kể lại cho Bá tước câu chuyện về cuộc xung đột giữa hai gia đình: Soplica và Horeszko. Trước đây, Pantler thường mời Jacek Soplica, cha của Tadeusz, đến lâu đài, vì Jacek là người có tên tuổi nhất trong đám quý tộc hết thời trong vùng. Jacek rất muốn được kết hôn với con gái của Pantler nhưng đã bị từ chối. Sau đó, khi quân đội Nga ập vào lâu đài, trong cuộc nổi dậy của Kościuszko, Jacek bất ngờ đến hiện trường rồi bắn chết Pantler. Gerwazy thề sẽ trả thù cho chủ nhân của mình, nhưng Jacek đã biến mất. Câu chuyện đã khiến vị Bá tước thay đổi ý định và quyết đòi lại lâu đài từ người chú Judge, của dòng họ Soplica.
Tin tức lan truyền trong vùng, có một con gấu xuất hiện trong một khu rừng gần đó. Thế là một chuyến đi săn bắt đầu, trong đó có sự tham gia của: Tadeusz, Senschal, Bá tước Horeszko và Gerwazy. Tadeusz và Bá tước đều bị con gấu tấn công, nhưng họ đã được Cha Robak, một tu sĩ dòng Xitô cứu. Sau chuyến đi săn, chú của Tadeusz quyết định tổ chức một bữa tiệc linh đình. Người hầu nhà Soplica là Protazy, khuyên người chú Judge nên tổ chức bữa tiệc trong lâu đài để chứng minh ông là chủ nhân của nó. Trong bữa tiệc, một cuộc tranh cãi đã nổ ra khi Gerwazy buộc tội Judge là tấn công Protazy và Judge cũng buộc tội Gerwazy tương tự như vậy. Trong khi đó, Bá tước Horeszko đứng ra bênh vực Gerwazy rồi tuyên bố lâu đài là của riêng mình. Thế là một cuộc ẩu đả nữa lại xảy ra khi Tadeusz thách thức Bá tước đấu tay đôi vào ngày hôm sau. Bá tước tức giận bỏ đi và ra lệnh cho Gerwazy kêu gọi giới quý tộc trong vùng trấn áp nhà Soplica bằng vũ lực.
Sau đó, Cha Robak đã gặp Judge và rầy la ông ta vì sự cố ở lâu đài. Cha Robak nhắc nhở Judge rằng anh trai của ông, Jacek, muốn ông làm hòa với nhà Horeszko để chuộc tội giết Pantler. Vì lẽ đó mà Jacek đã sắp xếp cho Zosia được nuôi dưỡng bởi gia đình Soplica, và dự định cho cô kết hôn với Tadeusz, để hàn gắn hai bên gia đình. Cha Robak cũng nói quân đội của Napoléon sẽ sớm đến Litva, và người Ba Lan nên đoàn kết để chiến đấu chống lại người Nga, thay vì tranh giành lẫn nhau. Người chú Judge rất đồng tình trong việc chống lại người Nga, nhưng ông tuyên bố Bá tước là người trẻ hơn, nên phải xin lỗi trước.
Đám quý tộc hết thời trong vùng tụ tập lại theo lời kêu gọi của Gerwazy. Họ bàn luận về việc tổ chức một cuộc nổi dậy chống lại lực lượng của quân đội Nga đang chiếm đóng tại đây, và về tin tức của quân đội Napoléon, mà họ nghe được từ Cha Robak. Nhưng Gerwazy thuyết phục họ rằng nhà Soplica mới là kẻ thù đầu tiên cần phải giải quyết trước.
Bá tước quay lại điền trang của gia đình Soplica, và bắt nhà này làm con tin với sự giúp sức của những kẻ đi theo ủng hộ ông ta. Tuy nhiên, đến ngày hôm sau, quân đội Nga đóng quân gần đó đã bắt những người đi theo Bá tước, bao gồm cả Gerwazy. Quân đội Nga được chỉ huy bởi Thiếu tá Płut, một phần tử cực đoan và Đại úy Ryków, một người Nga có cảm tình với người Ba Lan. Người chú Judge cố gắng thuyết phục Thiếu tá Płut rằng toàn bộ sự việc chỉ là cãi vã giữa hàng xóm với nhau và gia đình ông không có khiếu nại gì chống lại Bá tước. Tuy nhiên, Płut coi những người ủng hộ Bá tước là những kẻ nổi loạn. Ông chú Judge miễn cưỡng chấp nhận rồi theo lời khuyên của Cha Robak, ông chuốc cho quân Nga say khướt, trong khi Cha Robak giải cứu cho những quý tộc bị bắt. Cuộc chiến nổ ra khi Tadeusz đấm Thiếu tá Płut, sau khi Płut say rượu tiến đến áp sát Telimena. Trong cuộc đối đầu, Cha Robak đã cứu mạng Gerwazy và bị thương nặng. Đại úy Ryków cuối cùng đầu hàng sau khi chịu tổn thất nghiêm trọng trước người Ba Lan còn Thiếu tá Płut thì biến mất.
Sau đó, ông chú Judge đã cố hối lộ Đại úy Ryków để giữ im lặng. Người Nga từ chối tiền hối lộ nhưng hứa toàn bộ sự việc sẽ đổ lỗi cho Thiếu tá Płut vì say xỉn mà ra lệnh tấn công. Còn Gerwazy thì thú nhận đã giết Płut.
Đêm xuống, Cha Robak lúc hấp hối tiết lộ với Gerwazy rằng ông chính là Jacek Soplica. Ông kể về chuyện tình giữa ông và con gái của Pantler. Pantler biết chuyện nhưng vẫn lờ đi. Jacek đã phải chịu đựng cho đến khi Pantler cố tình hỏi ông về người mà Pantler định gả cho con gái, sau đó Jacek bỏ đi với ý định không bao giờ đến thăm lâu đài nữa. Ông đã chứng kiến lâu đài bị người Nga tấn công và Pantler đã chiến thắng. Điều này khiến Jacek chìm trong phẫn uất, nên mới ra tay giết Pantler. Gerwazy từ bỏ ý định trả thù cho chủ của mình, khi Jacek đã cứu cả anh ta và Bá tước. Jacek cũng cho hay Pantler lúc sắp chết đã đưa ra một dấu hiệu cho thấy ông ta tha thứ cho kẻ giết mình. Cuối cùng Cha Robak chết.
Các quý tộc tham gia trận chiến chống lại người Nga, bao gồm cả Tadeusz và Bá tước, đều phải rời khỏi đất nước, vì họ có nguy cơ bị chính quyền Nga bắt giữ. Một năm sau, họ trở lại với tư cách là lính của quân Ba Lan trong quân đội Napoléon. Gerwazy và Protazy, bây giờ là bạn bè, hồi tưởng lại những sự kiện từ một năm trước. Còn Tadeusz và Zosia thì kết hôn.

## Danh tiếng
Tất cả các tác phẩm của Mickiewicz, bao gồm cả Ngài Tadeusz, đều được viết bằng tiếng Ba Lan. Tác giả lớn lên trong Khối thịnh vượng chung Ba Lan-Litva đa văn hóa, một quốc gia kết hợp hầu hết những gì ngày nay là của các quốc gia riêng biệt, gồm: Ba Lan, Litva, Belarus và Ukraine. Trong trường ca Ngài Tadeusz, có một đoạn rất nổi tiếng và quen thuộc với người Ba Lan, đó là:
Litwo! Ojczyzno moja! ty jesteś jak zdrowie;

Ile cię trzeba cenić, ten tylko się dowie,

Kto cię stracił. Dziś piękność twą w całej ozdobie

Widzę i opisuję, bo tęsknię po tobie.
Ôi Litva, hỡi đất mẹ! Người như nguồn sống;

Chỉ ai mất đi mới thất quý giá

Giờ ta thấy và ca vẻ đẹp của Người

Trong tất cả vinh quang vì ta khao khát Người.

(bản dịch của Christopher Kasparek)
Litva, quê cha đất tổ! Người như nguồn sống

Chỉ ai mất đi mới thấy đáng trân quý

(bản dịch của Katie Busch-Sorensen)
Ôi Litva, quê hương ta,

Người như nguồn sống; Giờ ta mới thấy

Người quý giá biết bao khi ta mất đi Người.

(bản dịch của Kenneth R. Mackenzie)
Litva, quê hương ta! Người như nguồn sống:

Người đáng giá biết bao

Chỉ ai mất đi Người mới hiểu.

(bản dịch của Marcel Weyland)
Ôi Litva, hỡi đất mẹ

Người là nguồn sống, mất đi mới biết quý

Đứng dậy đi

Phóng thích Người khỏi những ngày tháng lưu đày.

(bản dịch của Leonard Kress)
Litva, Người ơi, ta ca bản hùng ca.

Người như nguồn sống, nào ai hiểu

Chỉ mất đi mới thấy đáng trân trọng.

Ngòi bút này điểm tô thêm vẻ đẹp cho Người, vì nên nỗi ta nhớ Người biết bao.

(bản dịch của Jarek Zawadzki)
Litva ơi! Hỡi đất mẹ! Người là nguồn sống

Chỉ ai mất đi mới thấy quý

Nay ta thấy và kể lại cho người sau

Vẻ đẹp Người, mà ta hằng khao khát.

(bản dịch của Bill Johnston)

## Các bản dịch khác
Maude Ashurst Biggs xuất bản " Ngài Thaddeus" vào năm 1885 tại London, Watson Kirkconnell xuất bản "Ngài Thaddeus" vào năm 1962. George Rapall Noyes xuất bản, bản dịch văn xuôi của bài thơ vào năm 1917. Quyển Bốn được xuất bản năm 2000 bởi Christopher Adam Zakrzewski. Bản dịch đầy đủ của Marcel Weyland được xuất bản tại Sydney năm 2004, London và New York năm 2005 (ISBN 1567002196 US, và ISBN 1873106777 Vương quốc Anh). Bản dịch câu thơ tiếng Anh mới của Bill Johnston đã được xuất bản vào tháng 9 năm 2018 (ISBN 9781939810007). Năm 2019, Johnston đã nhận được Giải thưởng Dịch thuật Quốc gia do Hiệp hội Dịch giả Văn học Hoa Kỳ trao tặng cho bản dịch tác phẩm của Mickiewicz.
Bản dịch đầu tiên của bài thơ sang một ngôn ngữ khác, tiếng Belarus, được thực hiện vào năm 1859 bởi nhà văn kiêm nhà viết kịch người Belarus Vintsent Dunin-Martsinkyevich, ở Vilnius. Do sức ép của chính quyền Nga hoàng, Dunin-Martshinkyevich chỉ có thể xuất bản hai chương đầu của trường ca.

## Chuyển thể phim
Phiên bản điện ảnh đầu tiên của trường ca được sản xuất vào năm 1928. Phiên bản điện ảnh do Andrzej Wajda làm năm 1999 được coi là một thành công lớn trong nền điện ảnh ở Ba Lan.

## Công nhận
Năm 2012, trong Ngày Đọc sách Quốc gia do Tổng thống Ba Lan Bronisław Komorowski tổ chức, Ngài Tadeusz đã được đọc ở nhiều địa điểm trên khắp đất nước như một cách quảng bá độc giả và phổ biến văn học Ba Lan. Doodle của Google dành cho Ba Lan, Lithuania, Belarus, Iceland, Ireland và Vương quốc Anh vào ngày 28 tháng 6 năm 2019 đã tưởng nhớ bài thơ.

## Bộ sưu tập

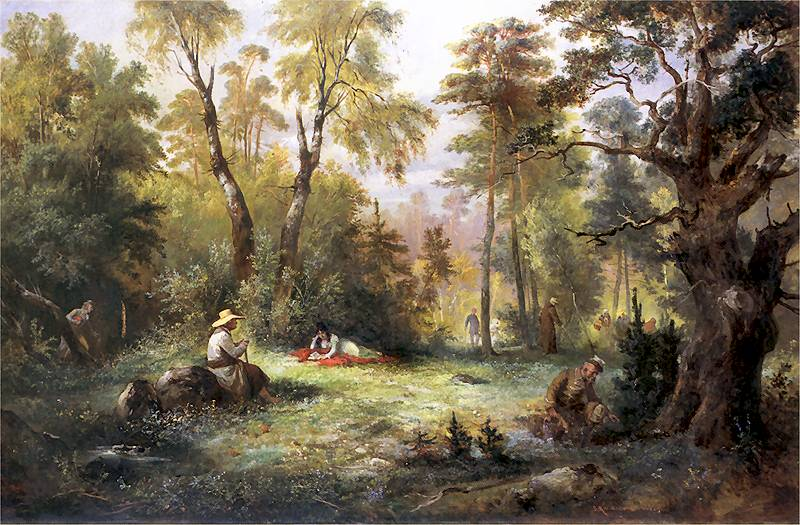
Hình minh họa cho Quyển III của Ngài Tadeusz của Adam Mickiewicz. Hái Nấm, tranh của Franciszek Kostrzewski. Năm 1860.
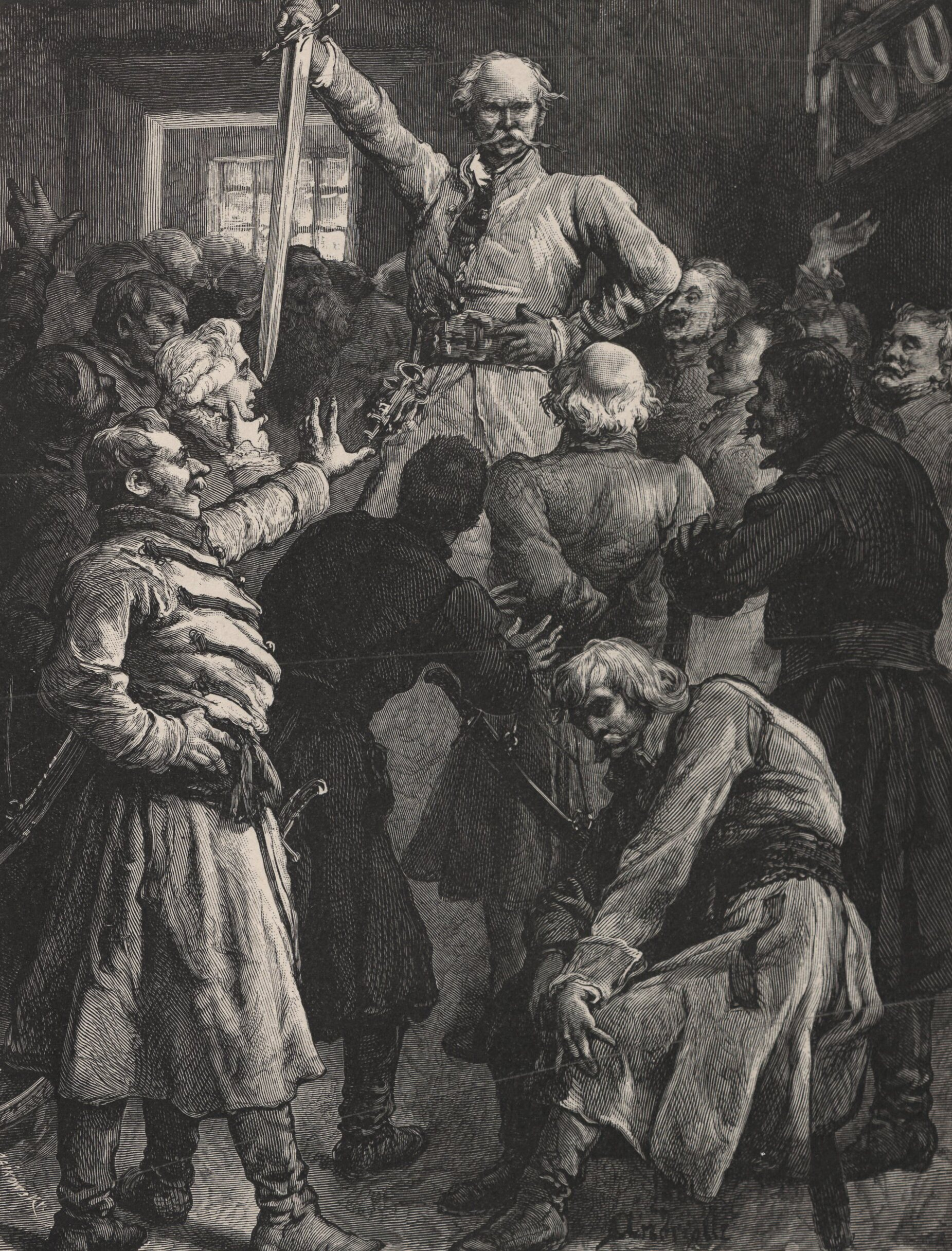
Hình minh họa cho Quyển VII của Ngài Tadeusz. Gerwazy rương thanh gươm gọi Scyzoryk', bởi Michał Andriolli
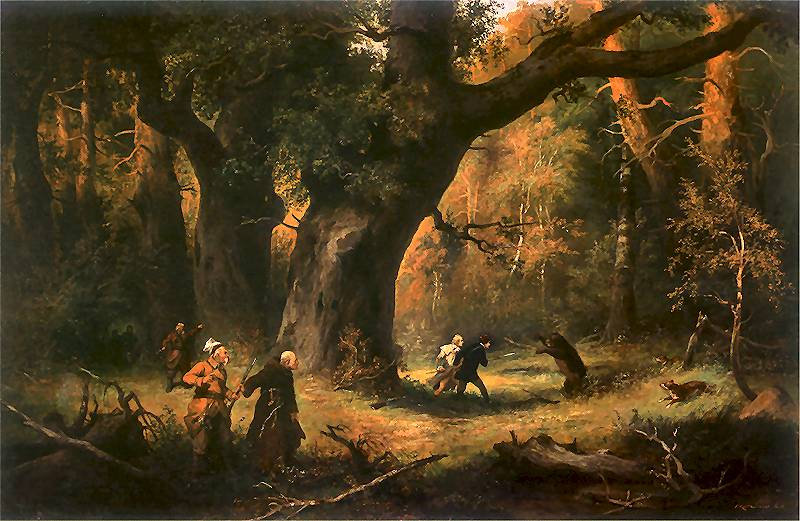
Chuyến đi săn, minh họa cho Quyển IV
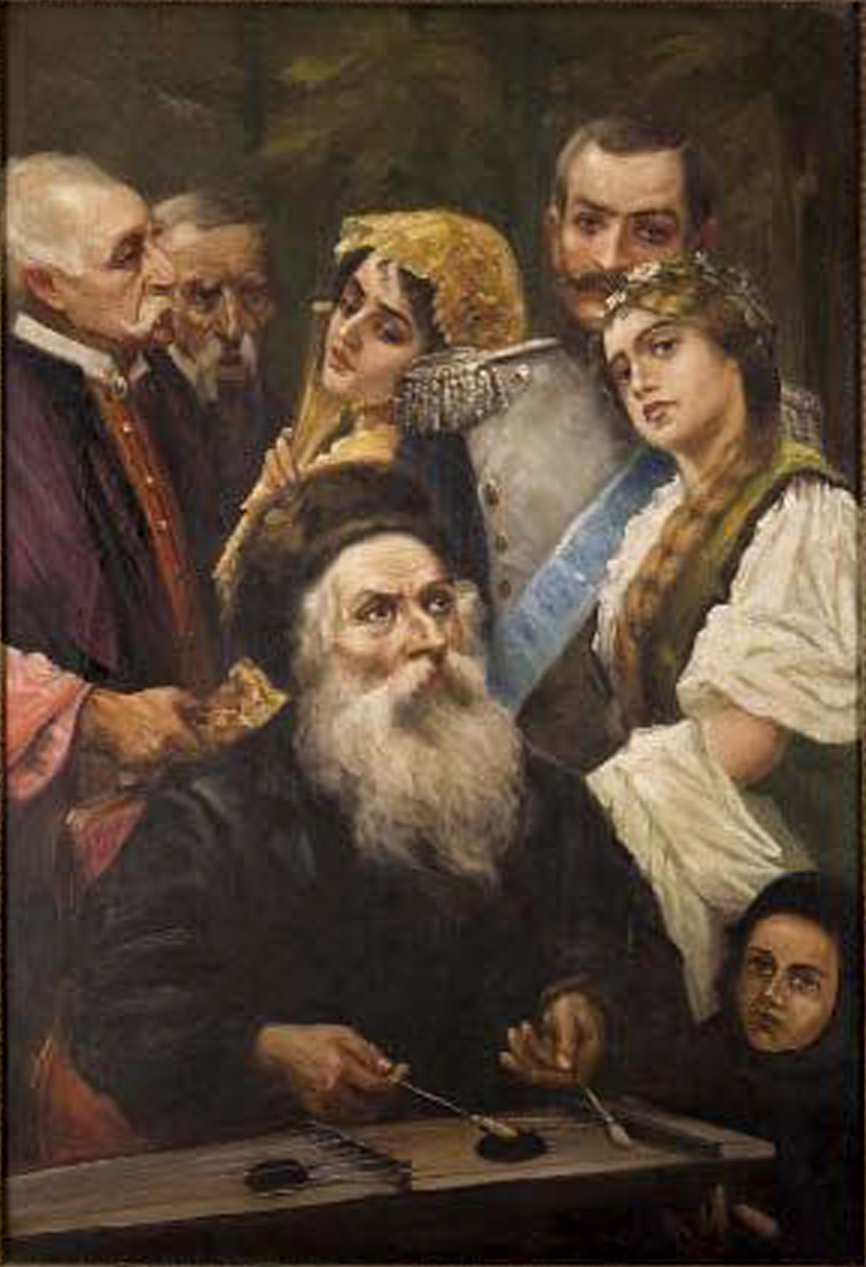
Buổi hòa nhạc của Jankiel, tranh sơn dầu của Maurycy Trębacz (1861-1941)